# أندريه سيمواش
أندريه لويس غوميس سيمواش (بالبرتغالية: André Luís Gomes Simões‏) هو لاعب كرة قدم برتغالي في مركز الوسط ولد في يوم 16 ديسمبر 1989 في مدينة ماتوسينهوس في البرتغال، يلعب حالياً مع نادي أيك أثينا وسبق له اللعب مع نادي بادورينسه وسانتا كلارا ونادي موريرينسي ويبلغ طوله 177 سم.

## روابط خارجية
- أندريه سيمواش على موقع الاتحاد الأوربي (الإنجليزية)
- أندريه سيمواش على موقع قاعدة بيانات كرة القدم.إي يو (الإنجليزية)
- أندريه سيمواش على موقع Soccerway.com (الإنجليزية)
- أندريه سيمواش على موقع عالم كرة القدم.نت (الإنجليزية)
- أندريه سيمواش على موقع AS.com (الإسبانية)